# USS Corundum (IX-164)
USS Corundum (IX-164) – amerykańska barka betonowa typu Trefoil, oznaczana jako unclassified miscellaneous vessel, była w służbie US Navy pod koniec II wojny światowej. Była jedyną jednostką US Navy noszącą nazwę pochodzącą od korundu.
"Corundum" (IX-164) i "Limestone" (IX-158) wymieniły się oznaczeniami 23 maja 1944, przed nabyciem przez United States Navy. Obie jednostki zostały zbudowane na podstawie kontraktu T. B7-D1-Barge pomiędzy Maritime Commission a firmą Barrett & Hilp, Belair Shipyard z South San Francisco.
Stępkę jednostki oznaczonej jako M. C. Hull 1332 położono 19 października 1943. Została zwodowana 31 grudnia 1943, matką chrzestną była żona Williama O.Neilla. Nazwa "Limestone" (IX-158) została przydzielona 7 lutego 1944.
Stępka jednostki oznaczonej jako M. C. Hull 1338 została położona 5 stycznia 1944. Otrzymała nazwę "Corundum" (IX-164) 7 lutego 1944 i została zwodowana 25 marca 1944. Matką chrzestną była żona Leo Heagerty`ego.
Po zmianie nazwy nowy "Corundum" (M. C. Hull 1332) został nabyty przez Maritime Commission, przerobiony na barkę przewożącą części zamienne do pojazdów i okrętów desantowych. Następnie jednostkę przydzielono do Service Force, Pacific Fleet. Weszła do służby 18 lipca 1944 (ang. placed in service), została przeholowana na Filipiny, gdzie była przydzielona do dowódcy Service Division 101. 8 sierpnia 1946 została wycofana ze służby i dostarczona War Shipping Administration.